# Премія Енні Джамп Кеннон

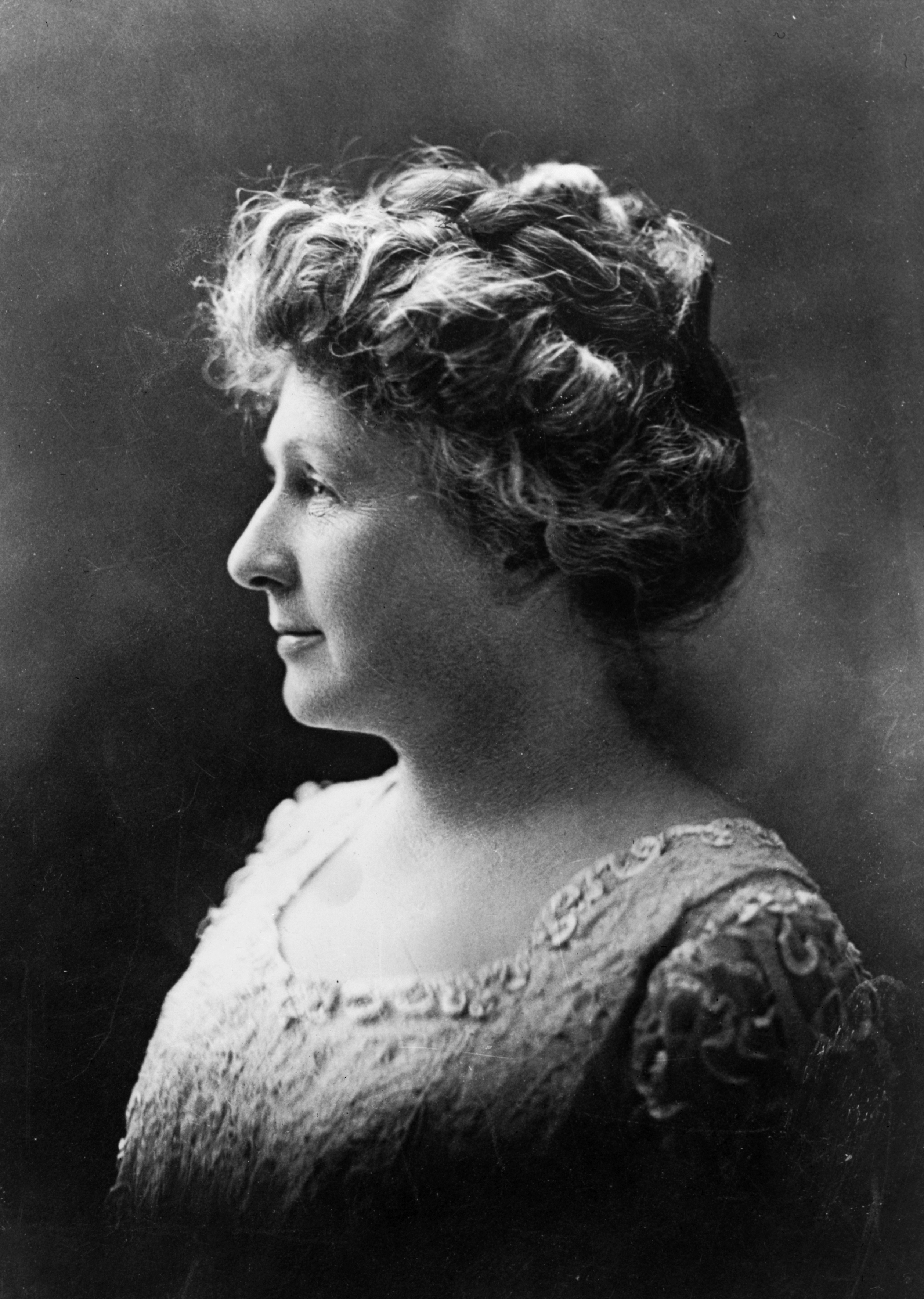
Енні Джамп Кеннон

Премія Енні Джамп Кеннон у галузі астрономії (англ. The Annie Jump Cannon Award in Astronomy) — жіноча нагорода в астрономії, названа на честь американської астрономки Енні Джамп Кеннон. Її щорічно присуджує Американське астрономічне товариство (ААТ) дослідниці, що проживає в Північній Америці і яка упродовж 5 років з моменту отримання наукового ступеня докторки філософії зробила значний внесок у астрономію або суміжні науки, що мають безпосереднє відношення до астрономії. Лауреатці пропонують виступити на зустрічі ААТ і надають гонорар у розмірі 1500 доларів США
У 1973—2004 роках такі нагородження здійснювала Американська асоціація університетських жінок (АСУЖ) за поданням ААТ. ААТ відновило вручення нагороди у 2005 році.

## Лавреатки премії

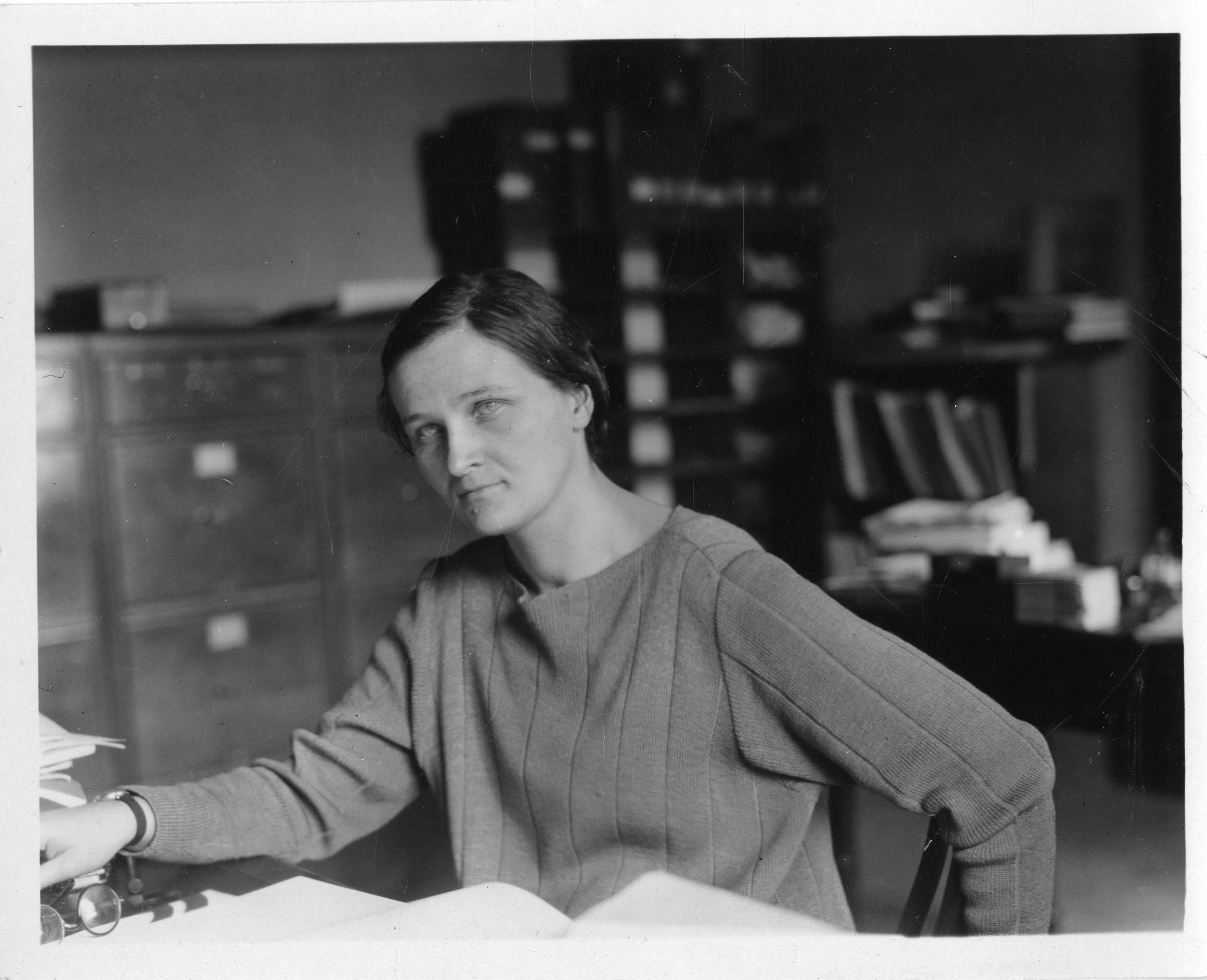
Сесілія Пейн-Гапошкіна

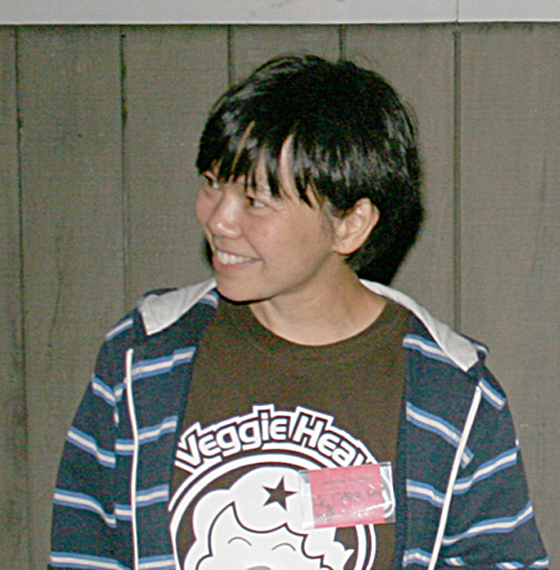
Джейн Лу

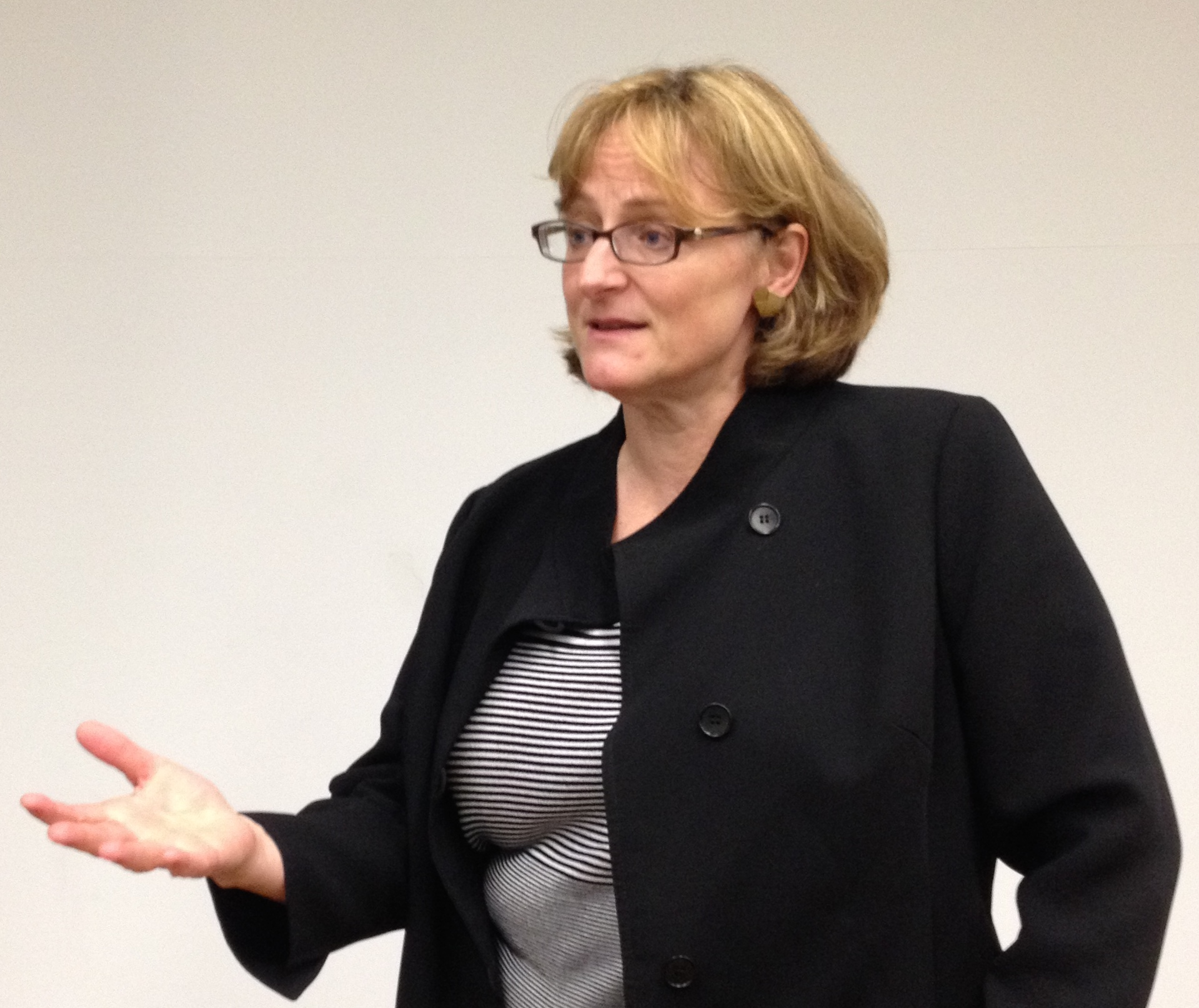
Мег Уррі

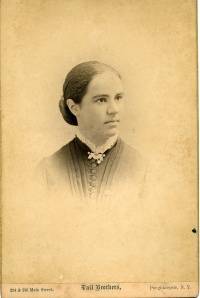
Антонія Каетана Морі

| Рік                              | Одержувачка            |
| -------------------------------- | ---------------------- |
| Нагороджені ААТ                  |                        |
| 1934                             | Сесілія Пейн-Гапошкіна |
| 1937                             | Шарлотта Мур Сіттерлі  |
| 1940                             | Джулі Вінтер Хансен    |
| 1943                             | Антонія Каетана Морі   |
| 1946                             | Емма Виссоцька         |
| 1949                             | Хелен Сойер Хогг       |
| 1952                             | Іда Барні              |
| 1955                             | Хелен Додсон Прінс     |
| 1958                             | Маргарет Майалл        |
| 1962                             | Маргарет Харвуд        |
| 1965                             | Еріка Бем-Фітензе      |
| 1968                             | Генрієтта Своуп        |
| Нагороджені АСУЖ за поданням ААТ |                        |
| 1974                             | Беатріс Тінслі         |
| 1976                             | Катаріна Гармані       |
| 1978                             | Паула Шкоді            |
| 1980                             | Лі Енн Вілсон          |
| 1982                             | Джудіт Янг             |
| 1984                             | Гарріет Дінерштейн     |
| 1986                             | Розмарі Вайс           |
| 1988                             | Карен Жан Міх          |
| 1989                             | Жаклін Хьюїтт          |
| 1990                             | Клаудія Меган Уррі     |
| 1991                             | Джейн Луу              |
| 1992                             | Елізабет Лада          |
| 1993                             | Стефі Баум             |
| 1994                             | Андреа Гез             |
| 1995                             | Сюзанна Медден         |
| 1996                             | Джоан Найіта           |
| 1997                             | Чун-Пей Ма             |
| 1998                             | Вікторія М. Каспі      |
| 1999                             | Саллі Оей              |
| 2000                             | Alycia J. Weinberger   |
| 2001                             | Емі Баргер             |
| 2002                             | Василікі Калогера      |
| 2003                             | Аннет Фергюсон         |
| 2004                             | Сара Еллісон           |
| Нагороджені ААТ                  |                        |
| 2006                             | Ліза Дж. Келі          |
| 2007                             | Енн Хорншмейєр         |
| 2008                             | Дженні Грін            |
| 2009                             | Алісія М. Содерберг    |
| 2010                             | Анна Фребель           |
| 2011                             | Рейчел Мандельбаум     |
| 2012                             | Хізер Кнутсон          |
| 2013                             | Сара Додсон-Робінсон   |
| 2014                             | Емілі Левеск           |
| 2015                             | Смадар Наоз            |
| 2016                             | Лаура А. Лопез         |
| 2017                             | Ребека Доусон          |
| 2018                             | Ilse Cleeves           |
| 2019                             | Блейкслі Бурхарт       |